# Dois selos e um carimbo
Dois Selos e Um Carimbo es el segundo álbum de canciones originales de la banda portuguesa Deolinda.

## Canciones del álbum
1. Se uma Onda Invertesse a Marcha (Si una ola invirtiera la marcha)
2. Um Contra o Outro (El uno contra el otro)
3. Não Tenho Mais Razões (No tengo más motivos)
4. Passou por Mim e Sorriu (Pasó delante de mi y sonrió)
5. Sem Noção (Sin noción)
6. A Problemática Colocação de Mastro (La problemática colocación de mástil)
7. Ignaras Vedetas (Ignaras "Vedettes")
8. Quando Janto em Restaurantes (Cuando ceno en restaurantes)
9. Entre Alvalade e as Portas de Benfica (Entre Alvalade y las puertas de Benfica)
10. Canção da Tal Guitarra (Canción de dicha guitarra)
11. Patinho de Borracha (Patito de goma)
12. Há Dias que Não São Dias (Existen días que no son días)
13. Fado Notário (Fado notario)
14. Uma Ilha (Una isla)

## Miembros
- Ana Bacalhau (voz),
- Pedro da Silva Martins (composición, letras, guitarra clásica e coros),
- José Pedro Leitão (contrabajo, piano e coro),
- Luís José Martins (guitarra clásica, mandolina, coro e "campanillas".